# Bellardia sibiriensis
Bellardia sibiriensis är en tvåvingeart som beskrevs av Schumann 1974. Bellardia sibiriensis ingår i släktet Bellardia och familjen spyflugor. Inga underarter finns listade i Catalogue of Life.